# 朱浩仁
朱浩仁（Choo Hao Ren，1988年10月24日—）是马来西亚华裔男唱作人和演员，於馬來西亞大型歌唱比賽《Astro新秀大賽2008》獲得季軍後出道。代表作有与SteadyGang合唱的歌曲〈周星翅〉。

## 个人生活

### 婚姻
2017年3月，朱浩仁与大马网红陳祤琹（Gladish）交往。2022年4月7日，朱浩仁在阿尔卑斯山勃朗峰霞慕尼向Gladish求婚成功。2022年9月3日，两人注册结婚。2022年11月12日，兩人举行了传统迎娶仪式。

### 家庭
朱浩仁与陈祤琹育有一女 Tara 朱淇旋（2023年3月9日出生），一男 Dino 朱沅绅（2024年9月14日出生）

## 争议

### 《白娃娃》事件
2021年1月，朱浩仁推出新歌《白娃娃》，MV找来大马网红秋雯和Tomato合作，因内容涉及种族歧视，描述红秋雯的黑肤色被漂白而惨遭网民讨伐。朱浩仁将该歌曲转设为私人视频，并删除视频后道歉。同时此新闻已到国际新闻的报道，之後再將歌曲內容大改，同年2月6日以新的形式上傳《白娃娃》。

## 音乐作品

### 专辑
- 《真的．好人》（2008）
- 《舞功》（2010）
- 《pH pHantasy》（2015）
- 《Rain On Me》（2018）

### 单曲

#### 个人时期
- 《我挺你》（2016）
- 《Aku Sayang》（2017）
- 《铃犀、你的眉梢铃》（2018）
- 《初心》（2018）
- 《谁说不可能》（2019）
- 《Steady Zut Zut Dance》（2023）
- 《小小追蜂者》（2023）
- 《搬OKAY》(2024)
- 《兜风》（2024）

#### Steady Gang 时期
- 《你是猪》
- 《MJPOP》
- 《柑你拿》
- 《你竟然》
- 《RE 热》
- 《周懂吗？》
- 《买哈 My Heart》
- 《Shmei》（和铁人娱乐签约艺人合唱——蔡恩雨、黄震宇、郭晓东、邬凯名、无比）
- 《周星翅》
- 《妈妈的谎言》
- 《Yamcha》
- 《打工仔》
- 《祖先的WiFi》

## 创作作品

### 2008
- 《巧克力》
- 《小流星》
- 《舞道》
- 《剪》
- 《好人的歌》
- 《相信》

### 2010
- 《舞功》
- 《好人卡》
- 《爱退潮》
- 《爱迪生眼泪》
- 《多打》
- 《冥王星》
- 《Brand New Day》
- 《Dilemma》（演绎者：Arif Aziz ft 朱浩仁）

### 2012
- 《你离开的太快》

### 2014
- 《他与她》 （演绎者：林建辉）

### 2015
- 《Mirror》
- 《Waiting For Your Call》
- 《要去哪里》（演绎者：杨奇煜）
- 《Hashtag 恋爱》（演绎者：HXA）

### 2016
- 《我挺你》

### 2017
- 《你好》
- 《Aku Sayang》

### 2018
- 《铃犀》
- 《你的眉梢》
- 《初心》
- 《米跌价》 朱浩仁 x Ahya 阿亞 x Tomato

### 2019
- 《你是猪》
- 《MJPOP》 朱浩仁 x Ahya 阿亞 x Tomato feat. Balistik Boyz
- 《谁说不可能》朱浩仁 x 黄明志
- 《逆行者》

### 2020
- 《甘你拿》 朱浩仁 x Ahya 阿亞 x Tomato李明鸿
- 《你竟然》 朱浩仁 x Ahya 阿亞 x Tomato feat. Gladish

### 2021
- 《白娃娃 Lovely Doll》朱浩仁 feat. 秋雯

### 2022
- 《我的发》阿亚（作词/作曲）

### 2023
- 《棒兔兔》
- 《Steady Zut Zut Dance》
- 《周懂吗》朱浩仁 x Ahya 阿亞 x Tomato
- 《小小追蜂者》
- 《买哈 My Heart》朱浩仁 x Ahya 阿亞 x Tomato

### 2024
- 《Shmei》（铁人娱乐签约艺人——Steady Gang（朱浩仁、阿亚、Tomato 番茄）、蔡恩雨、黄震宇、郭晓东、邬凯名、无比）
- 《周星翅》
- 《搬OKAY》
- 《妈妈的谎言》

## 出演作品

### 电影
- 《同学会》
- 《铃魔传》[2]
- 《Rise: Ini Kalilah（英语：Rise: Ini Kalilah）》
- 《JUANG》
- 《发财联盟》
- 《半斤百兩》

### 电视电影
- 《天下第一师》

### 微电影
- 《咖啡情人》

### 电视作品
- 2015年《我的男友不是人》
- 2017年《三人夜话》
- 2018年《春天花啦啦》饰 郭春风[3]
- 2018年《假面II》饰 郑元锋
- 2019年《春天花啦花啦啦！》（电视电影）饰 郭春风
- 2019年《逆行者》饰 赵嘉贤
- 2020年《春天花花花啦啦！》饰 郭春风（特别演出）

## 电视剧/电影原声音乐

### 电视剧原声音乐
2015年马来西亚本地原创电视剧 
假面主题曲 《Mirror》
2018年马来西亚本地原创电视剧 
假面II主题曲 《初心》
将于2019年推出 逆行者
主题歌曲/插曲/片尾曲《逆行者》/《骆驼》/《井号》（全收录自专辑《Rain On Me》）

### 电影原声音乐
2018年铃魔传主题曲- 《铃犀》，片尾曲 -《你的眉梢》